# Heaven
Heaven — перший сингл з тринадцятого студійного альбому Delta Machine британської групи Depeche Mode. Є 50-м синглом в їх дискографії. Кліп на пісню, виконаний режисером Тімоті Саценті буде представлений 1 лютого 2013 на каналі Vevo. Випуск компакт-диска призначений на 5 лютого 2013.
Заголовна пісня написана Мартіном Гором і бі-сайда Дейва Ґана та Курта Уенала.

## Формати і списки композицій
| CD: Bong 44 | CD: Bong 44       | CD: Bong 44 |
| #           | Назва             | Тривалість  |
| ----------- | ----------------- | ----------- |
| 1.          | «Heaven»          | 4:03        |
| 2.          | «All That’s Mine» | 3:23        |
| 7:26        |                   |             |

| CD: LCD Bong 44 | CD: LCD Bong 44                        | CD: LCD Bong 44 |
| #               | Назва                                  | Тривалість      |
| --------------- | -------------------------------------- | --------------- |
| 1.              | «Heaven»                               |                 |
| 2.              | «Heaven (Owlle Remix)»                 |                 |
| 3.              | «Heaven (steps to heaven rmx)»         |                 |
| 4.              | «Heaven (Blawan Remix)»                |                 |
| 5.              | «Heaven (Mathew Dear vs Audion Remix)» |                 |